# Dolichopeza (Nesopeza) euthystyla
Dolichopeza (Nesopeza) euthystyla is een tweevleugelige uit de familie langpootmuggen (Tipulidae). De soort komt voor in het Oriëntaals gebied.